# Chaussenac
Chaussenac é uma comuna francesa na região administrativa de Auvérnia-Ródano-Alpes, no departamento de Cantal. Estende-se por uma área de 16,19 km². Em 2010 a comuna tinha 222 habitantes (densidade: 13,7 hab./km²).